# Тимошівка (Черкаський район)
Тимо́шівка — село в Україні, у Черкаському районі Черкаської області, підпорядковане Кам'янській міській громаді. Розташоване за 6 км на південь від центру громади — міста Кам'янки. Населення 811 чоловік, дворів 410 (станом на 2009 рік).

## Історія
Заснування слободи під назвою Тимошівка відносять до середини XVII століття. Назва села походить від імені Тимоша Чумака, котрий був першим поселенцем. За іншою легендою, саме тут помер син Богдана Хмельницького — Тиміш, звідси і походить назва.
На початку XVIII століття Тимошівка входила до складу Смілянського староства й належала князю Станіславу Любомирському. У 1787 році він помінявся маєтками з князем Григорієм Потьомкіним, який подарував їх племінниці К. М. Давидовій.
У 1808 році в селі проживало 869 ревізійних душ.
На початку XIX століття Давидова віддала Тимошівку кредиторам за борги. Село було поділене між декабристом Олексієм Юшневським, церквою та іншими поміщиками. У 1880-х роках Тимошівка стала волостю Чигиринського повіту. На цей період у Тимошівці було 214 дворів, 1304 жителі, волосне правління, православна церква, церковнопарафіяльна школа, дві лавки, цегляний завод.
У 1917—1920 роках в селі точилася боротьба за владу. Саме в районі Тимошівки діяв партизанський загін Василя Кваші. 1920 року загін налічував 300 повстанців. В ході боїв було зруйновано приміщення садиби Шимановських. На початку 1920 року встановилася радянська влада. 1928 року — організовано першу артіль «Незаможник». 1930 року замість неї створено дві артілі — «Перемога» та «Більшовик».
Під час Голодомору 1932—1933 років людські втрати коливалися в межах 170—1000 осіб.
На полях німецько-радянської війни загинуло 126 односельців. У боях за село загинуло 23 радянські воїни.
1982 року у селі зруйновано церкву Святого Дмитра (будівництво розпочалося 1814 року).

## Сучасність

Музей Кароля Шимановського

У селі працюють загальноосвітня школа І-ІІІ ступенів, будинок культури, бібліотека, пошта, фельдшерсько-акушерський пункт, музей Кароля Шимановського, музей народознавства, ТОВ «Колос 08», СТОВ «Тимошівка», «АГРО — ПЛЮС 2006», 5 магазинів, 2 кафе-бари, 6 фермерських господарств, 6 підприємців.
На території села встановлено три обеліски Слави, пам'ятник Жертвам Голодомору, пам'ятний знак спаленим односельцям в роки радянсько-німецької війни.

## Відомі особи
В селі народився Шимановський Кароль (* 24 вересня (6 жовтня) 1882 — † 29 березня 1937) — польський композитор, піаніст, педагог, музичний діяч і публіцист.
У селі зупинялись діячі культури: А. Рубінштейн, П. Коханський, Г. Фітельберг, Г. Нейгауз, Я. Івашкевич, М. Лисенко.